# Al-Muddathir
Al-Muddathir “O Emantado” (do árabe: سورة المدثر) é a septuagésima quarta sura do Alcorão e tem 56 ayats.